# Argentina en los Juegos Paralímpicos
Argentina ha participado en todos los Juegos Paralímpicos de verano, desde su primera edición en Roma 1960. Fue el único país de habla hispana y el único país latinoamericano presente en las primeras dos ediciones. Con respecto a los Juegos Paralímpicos de Invierno, su primera participación fue en Vancouver 2010, presentándose desde entonces en todas las ediciones. El país está representado por el Comité Paralímpico Argentino.
Las delegaciones argentinas obtuvieron un total de 178 medallas en los juegos, de las cuales 33 son de oro, 69 de plata y 76 de bronce. Todas fueron ganadas en ediciones de verano. Argentina se ubica en el puesto número 32 del medallero histórico de los Juegos Paralímpicos.
Entre los desempeños individuales se destaca Silvia Cochetti, la máxima medallista de la historia argentina, con 13 medallas en dos juegos, 5 de ellas de oro, y Jorge Diz con once medallas, aunque ninguna de ellas de oro. También se destacan Susana Olarte con 9 medallas (4 oros), Dina Galíndez con 6 medallas (2 oros), Juan Sznitowski con 5 medallas (2 oros), Marcela Rizzotto con 4 medallas (2 oros), Eugenia García con 7 medallas (1 oro) y Betiana Basualdo con 6 medallas (1 oro).

## Medallas de Argentina en los Juegos Paralímpicos
| Juegos                             |    |    |    |     |
| Roma 1960                          | 2  | 3  | 1  | 6   |
| Tokio 1964                         | 6  | 15 | 16 | 37  |
| Tel Aviv 1968                      | 10 | 10 | 10 | 30  |
| Heidelberg 1972                    | 2  | 4  | 3  | 9   |
| Toronto 1976                       | 3  | 4  | 7  | 14  |
| Arnhem 1980                        | 4  | 5  | 6  | 15  |
| Nueva York y Stoke Mandeville 1984 | 0  | 0  | 0  | 0   |
| Seúl 1988                          | 0  | 7  | 2  | 9   |
| Barcelona 1992                     | 1  | 1  | 0  | 2   |
| Atlanta 1996                       | 2  | 5  | 2  | 9   |
| Sídney 2000                        | 0  | 2  | 3  | 5   |
| Atenas 2004                        | 0  | 2  | 2  | 4   |
| Pekín 2008                         | 0  | 1  | 5  | 6   |
| Londres 2012                       | 0  | 1  | 4  | 5   |
| Río de Janeiro 2016                | 1  | 1  | 3  | 5   |
| Tokio 2020                         | 0  | 5  | 4  | 9   |
| París 2024                         | 2  | 3  | 8  | 13  |
| Total                              | 33 | 69 | 76 | 178 |

## Antecedentes
Las primeras competencias para personas con discapacidades se realizaron en el Hospital de Stoke Mandeville de la ciudad de Stoke Mandeville, Buckinghamshire, Inglaterra, en 1948. Los Juegos de Stoke Mandeville comenzaron a repetirse anualmente y a recibir delegaciones extranjeras. En 1957 participó por primera vez una delegación argentina, la primera también latinoamericana y de habla hispana. Debido a la internacionalización de los Juegos de Stoke Mandeville, en 1960 se decidió realizar el 9.º evento en Roma, bajo la denominación de 9.º Juegos Anuales Internacionalesde Stoke Mandeville, que en la década de 1970 serían reconocidos como los primeros Juegos Paralímpicos. Los Juegos de Stoke Mandeville siguieron realizándose anualmente, para disputar los campeonatos mundiales de deportes en sillas de ruedas y deportistas con lesiones

## Juegos de Verano

### Roma 1960
La participación de Argentina en los Juegos Paralímpicos de Roma 1960 fue la primera actuación paralímpica de los deportistas argentinos, en la también primera edición de los Juegos Paralímpicos. La delegación argentina presentó 9 deportistas en 8 deportes, de los cuales cuatro eran mujeres. El equipo paralímpico obtuvo 2 medallas de oro, tres de plata y 1 una de bronce. En el medallero general ocupó la posición n.º 10 sobre 18 países participantes, siendo el único país latinoamericano y el único también de habla hispana. Todas las medallas fueron obtenidas en natación.

### Tokio 1964
La participación de Argentina en los Juegos Paralímpicos de Tokio 1964 fue la segunda actuación paralímpica de los deportistas argentinos, en la también segunda edición de los Juegos Paralímpicos. La delegación argentina se presentó en 5 deportes, con 24 deportistas, de los cuales 6 eran mujeres. El equipo paralímpico obtuvo 6 medallas de oro, 14 de plata y 16 de bronce, alcanzando un total de 36 medallas paralímpicas, la mayor cantidad de su historia. Argentina ocupó la 8.ª posición en el medallero general, sobre 20 países participantes, siendo el único país latinoamericano y el único también de habla hispana. Se destacaron entre los deportistas más premiados de los Juegos Jorge Diz con seis medallas y Silvia Cochetti con cinco medallas. Juan Sznitowski y Susana Olarte obtuvieron cada uno cuatro medallas. La delegación argentina obtuvo medallas en natación, atletismo, halterofilia, tenis de mesa y básquetbol.

### Tel Aviv 1968
La participación de Argentina en los Juegos Paralímpicos de Tel Aviv 1968 fue la tercera actuación paralímpica de los deportistas argentinos, en la también tercera edición de los Juegos Paralímpicos. La delegación argentina se presentó en 4 deportes, con 22 deportistas, de los cuales 7 eran mujeres. El equipo paralímpico obtuvo 10 medallas de oro -la mayor cantidad en la historia-, 10 de plata y 10 de bronce, alcanzando un total de 30 medallas paralímpicas. Argentina ocupó la 9.ª posición en el medallero general, sobre 28 países participantes, siendo el único país latinoamericano y junto a España los únicos de habla hispana.
La delegación argentina obtuvo medallas en atletismo (25), natación (4) y básquetbol (1). El equipo paralímpico de atletismo salió tercero en el medallero del deporte y segundo en las competencias femeninas. Entre los deportistas más premiados se destacaron Silvia Cochetti con ocho medallas en tres deportes distintos, Dina Galíndez con seis medallas y Susana Olarte con cinco medallas.

### Heidelberg 1972
La participación de Argentina en los Juegos Paralímpicos de Heidelberg 1972 fue la cuarta actuación paralímpica de los deportistas argentinos, en la también cuarta edición de los Juegos Paralímpicos. La delegación argentina se presentó en 4 deportes, con 21 deportistas, de los cuales 9 eran mujeres. El equipo paralímpico obtuvo 2 medallas de oro, 4 de plata y 3 de bronce, alcanzando un total de 9 medallas paralímpicas. Argentina ocupó la 20.ª posición en el medallero general, sobre 42 países participantes, siendo con España, México y Perú los únicos de habla hispana.
La delegación argentina obtuvo medallas en atletismo (6), natación (1) y básquetbol (2). El equipo paralímpico de básquetbol se destacó ganando el evento femenino y saliendo segundo en el masculino. Entre los deportistas más premiados se destacó Olga Ricchetti con cuatro medallas, tres en atletismo y una en natación. Los varones obtuvieron 4 medallas (1 de oro) y las mujeres obtuvieron 5 medallas (1 de oro).

### Toronto 1976
La participación de Argentina en los Juegos Paralímpicos de Toronto 1976 fue la quinta actuación paralímpica de los deportistas argentinos, en la también quinta edición de los Juegos Paralímpicos. La delegación argentina se presentó en 4 deportes, con 22 deportistas, de los cuales 13 eran mujeres, que compitieron en 75 eventos. El equipo paralímpico obtuvo 3 medallas de oro, 4 de plata y 7 de bronce, alcanzando un total de 14 medallas paralímpicas. Se mejoró así el desempeño de los Juegos anteriores, pero no los mejores desempeños históricos alcanzados en Tokio (6/14/16) y Tel Aviv (10/10/10). Argentina ocupó la 23.ª posición en el medallero general, sobre 40 países participantes, siendo con Colombia, Ecuador, España, Guatemala, México y Perú los únicos de habla hispana.
La delegación argentina obtuvo medallas en atletismo (4), natación (9) y básquetbol (1). Entre los deportistas más premiados se destacó Gustavo Galíndez con cinco medallas (2 de oro) en natación y un récord mundial en 3x25 m individual medley 3. Los varones ganaron 9 medallas (2 de oro) y las mujeres ganaron 5 medallas (1 de oro).

### Arnhem 1980
La participación de Argentina en los Juegos Paralímpicos de Arnhem 1980 fue la sexta actuación paralímpica de los deportistas argentinos, en la también sexta edición de los Juegos Paralímpicos. La delegación argentina se presentó en 4 deportes (natación, atletismo, tenis de mesa y básquet), con 13 deportistas (7 mujeres), una delegación considerablemente menor a las que venía enviando a los Juegos desde su lanzamiento en 1960. Argentina compitió en 43 eventos.
El equipo paralímpico obtuvo 4 medallas de oro, 5 de plata y 6 de bronce, alcanzando un total de 15 medallas paralímpicas. Se mejoró así el desempeño de los juegos inmediatos anteriores, pero no los mejores desempeños históricos alcanzados en Tokio 1964 (6/14/16) y Tel Aviv 1968 (10/10/10), ni la posición alcanzada en los juegos inmediatos anteriores (23.ª). Argentina ocupó la 24.ª posición en el medallero general, sobre 43 países participantes, logrando su mejor medallero en natación, donde finalizó en la decimoprimera posición y en la octava posición en las pruebas femeninas.
La delegación argentina obtuvo medallas en natación (11) y atletismo (4). Las siete mujeres integrantes de la delegación obtuvieron catorce de las quince medallas, incluyendo todas las medallas de oro. Entre los deportistas más premiados se destacó Eugenia García con siete medallas (una de oro), obtenidas en natación y atletismo. También se destacaron con cuatro medallas cada una, las nadadoras Marcela Rizzotto (2 de oro) y Mónica López (una de oro). Los varones ganaron 1 medalla y las mujeres ganaron 14 medallas (4 de oro).

### Nueva York y Stoke Mandeville 1984
La participación de Argentina en los Juegos Paralímpicos de Nueva York y Stoke Mandeville 1984 fue la séptima actuación paralímpica de los deportistas argentinos, en la también séptima edición de los Juegos Paralímpicos. La delegación argentina se presentó en un solo deporte (atletismo), con solo 6 deportistas, todos varones. Argentina compitió en 13 eventos. Se trata de la más baja participación en la historia del paralimpismo argentino y la única en la que no participaron mujeres. Como resultado no se obtuvieron medallas, algo que volvería a repetirse en los juegos de 1996 y 2000.
Individualmente la mejor actuación correspondió a Aldo Reyna en la prueba de 5.000 metros B1, en la que llegó en octavo lugar, obteniendo así diploma paralímpico.

### Seúl 1988
La participación de Argentina en los Juegos Paralímpicos de Seúl 1988 fue la octava actuación paralímpica de los deportistas argentinos, en la también octava edición de los Juegos Paralímpicos. La delegación argentina se presentó en 5 deportes (natación, atletismo, tenis de mesa, básquetbol en silla de ruedas y esgrima en silla de ruedas), con 34 deportistas (16 mujeres), la mayor delegación enviada hasta ese momento. Argentina compitió en 31 eventos.
El equipo paralímpico obtuvo 7 medallas (5 de plata y 2 de bronce). Lejos de los desempeños del período 1960-1980 y aún sin obtener ninguna medalla de oro, se recuperó parcialmente del bajón sufrido en Nueva York y Stoke Mandeville 1984, a la que concurrió con apenas 6 deportistas, sin ninguna mujer y en la que no obtuvo ninguna medalla.
Argentina ocupó la 39.ª posición en el medallero general, sobre 60 países participantes. La delegación argentina obtuvo medallas en atletismo (5) y natación (4). Se destacaron individualmente Carlos Maslup con cuatro medallas en natación y atletismo, José Daniel Haylan con tres medallas en atletismo y Beatriz Greco con dos medallas en natación. Los varones ganaron 7 medallas y las mujeres ganaron 2 medallas.

### Barcelona 1992
La participación de Argentina en los Juegos Paralímpicos de Barcelona 1992 fue la novena actuación paralímpica de los deportistas argentinos, en la también novena edición de los Juegos Paralímpicos.
La delegación argentina se presentó en 4 deportes (natación, atletismo, tenis de mesa y básquetbol en silla de ruedas), con 27 deportistas, pero con la limitación de que se incluyó a una sola era mujer. Argentina compitió en 31 eventos masculinos y sólo dos eventos femeninos.
El equipo paralímpico obtuvo 2 medallas (1 de oro y 1 de plata) ambas logradas en atletismo por Horacio Bascioni. Lejos de los desempeños del período 1960-1980 y con un grave retroceso debido a la exclusión de las deportistas mujeres -que históricamente se aproximó a la mitad de la delegación-, y aún considerando baja la cantidad de medallas obtenidas de acuerdo al promedio histórico, fue positivo el logro de ganar una medalla de oro, que no se conseguía desde 1980. Argentina ocupó la 40.ª posición en el medallero general, sobre 82 países participantes.

### Atlanta 1996
La participación de Argentina en los Juegos Paralímpicos de Atlanta 1996 fue la décima actuación paralímpica de los deportistas argentinos, en la también décima edición de los Juegos Paralímpicos.
La delegación argentina se presentó en 8 deportes (natación, atletismo, fútbol 7, básquetbol en silla de ruedas, vóleibol sentado, esgrima en silla de ruedas, tenis de mesa), con 56 deportistas, aunque con solo 7 mujeres, persistiendo la escasa representación femenina que había caracterizado a la delegación en los últimos años. Argentina compitió en 83 eventos masculinos y sólo 18 eventos femeninos.
El equipo paralímpico obtuvo 9 medallas (2 de oro, 5 de plata y 2 de bronce) y Argentina ocupó la 38.ª posición en el medallero general, sobre 104 países participantes. Las medallas fueron obtenidas por la natación (4), el atletismo (3), el judo (1) y el tenis de mesa (1). Los hombres ganaron 4 medallas (1 de oro) y las mujeres ganaron 5 medallas (1 de oro). Individualmente la nadadora Betiana Basualdo se destacó ganando 3 medallas (1 de oro), esta última con récord mundial.

### Sídney 2000
La participación de Argentina en los Juegos Paralímpicos de Sídney 2000 fue la 11.ª actuación paralímpica de los deportistas argentinos, en la también 11.ª edición de los Juegos Paralímpicos. La delegación argentina se presentó en 7 deportes (atletismo, boccia, esgrima en silla de ruedas, fútbol 7, natación, tenis de mesa, tenis en silla de ruedas), con 41 deportistas, entre quienes hubo 12 mujeres, mejorando la escasa representación femenina que había caracterizado a la delegación en los últimos años, aunque sin regresar a la tendencia igualitaria que había caracterizado a la delegación argentina hasta Arnhem 1980. Argentina compitió en 32 eventos masculinos y 17 eventos femeninos.
El equipo paralímpico obtuvo 5 medallas (2 de plata y 3 de bronce) y Argentina ocupó la 54.ª posición en el medallero general, sobre 122 países participantes. Las medallas fueron obtenidas por el atletismo (4) y la natación (1). Los varones obtuvieron 3 medallas y las mujeres 2 medallas. Individualmente se destacó el nadador Guillermo Marro que al ganar su serie obtuvo el récord mundial de la disciplina.

### Atenas 2004
La participación de Argentina en los Juegos Paralímpicos de Atenas 2004 fue la 12.ª actuación paralímpica de los deportistas argentinos, en la también 12.ª edición de los Juegos Paralímpicos. La delegación argentina se presentó en 12 deportes (atletismo, boccia, ciclismo de ruta, ciclismo de pista, equitación, esgrima en silla de ruedas, fútbol 5, fútbol 7, judo, natación, tenis de mesa y tenis en silla de ruedas), con 56 deportistas, entre quienes hubo 11 mujeres. La delegación de varones fue la más amplia hasta entonces, pero persistió la escasa representación femenina que había caracterizado a la delegación argentina desde Nueva York y Stoke Mandeville 1984, reduciéndose ante el juego anterior. Argentina compitió en 35 eventos masculinos y 17 eventos femeninos.
El equipo paralímpico obtuvo 4 medallas (2 de plata y 2 de bronce) y Argentina ocupó la 62.ª posición en el medallero general, sobre 135 países participantes. Las medallas fueron obtenidas por la natación (2), fútbol 5 (1) y ciclismo de ruta (1). Los varones obtuvieron 3 medallas y las mujeres 1 medalla.
En 2004 se creó el Comité Paralímpico Argentino (COPAR).

### Pekín 2008
La participación de Argentina en los Juegos Paralímpicos de Pekín 2008 fue la 13.ª actuación paralímpica de los deportistas argentinos, en la también 13.ª edición de los Juegos Paralímpicos.
La delegación argentina se presentó en 7 deportes (atletismo, boccia, ciclismo de ruta, ciclismo de pista, fútbol 5, judo, natación, tenis de mesa y tenis en silla de ruedas), con 56 deportistas, entre quienes hubo 9 mujeres. La delegación de varones fue la más amplia hasta entonces (superando por dos al evento anterior), pero se redujo la ya escasa representación femenina que caracterizó a la delegación argentina a partir de Nueva York y Stoke Mandeville 1984. Argentina compitió en 8 deportes (45 eventos) masculinos y 4 deportes (17 eventos) femeninos.
El equipo paralímpico obtuvo 6 medallas (1 de plata y 5 de bronce) y Argentina ocupó la 58.ª posición en el medallero general, sobre 146 países participantes. Las medallas fueron obtenidas por la atletismo (2), judo (2), natación (1) y fútbol 5 (1). Los varones obtuvieron 5 medallas y las mujeres 1 medalla. El abanderado del país en la ceremonia inaugural de los juegos fue el jugador de fútbol Silvio Velo. En los desempeños individuales se destaca el judoca Jorge Lencina, único deportista argentino en haber competido en los Juegos Olímpicos (Atlanta 1996, Sídney 2000 y Atenas 2004) y Paralímpicos (Atenas 2004, Pekín 2008, Londres 2012 y Río 2016), obteniendo además dos medallas paralímpicas y un diploma olímpico.

### Londres 2012

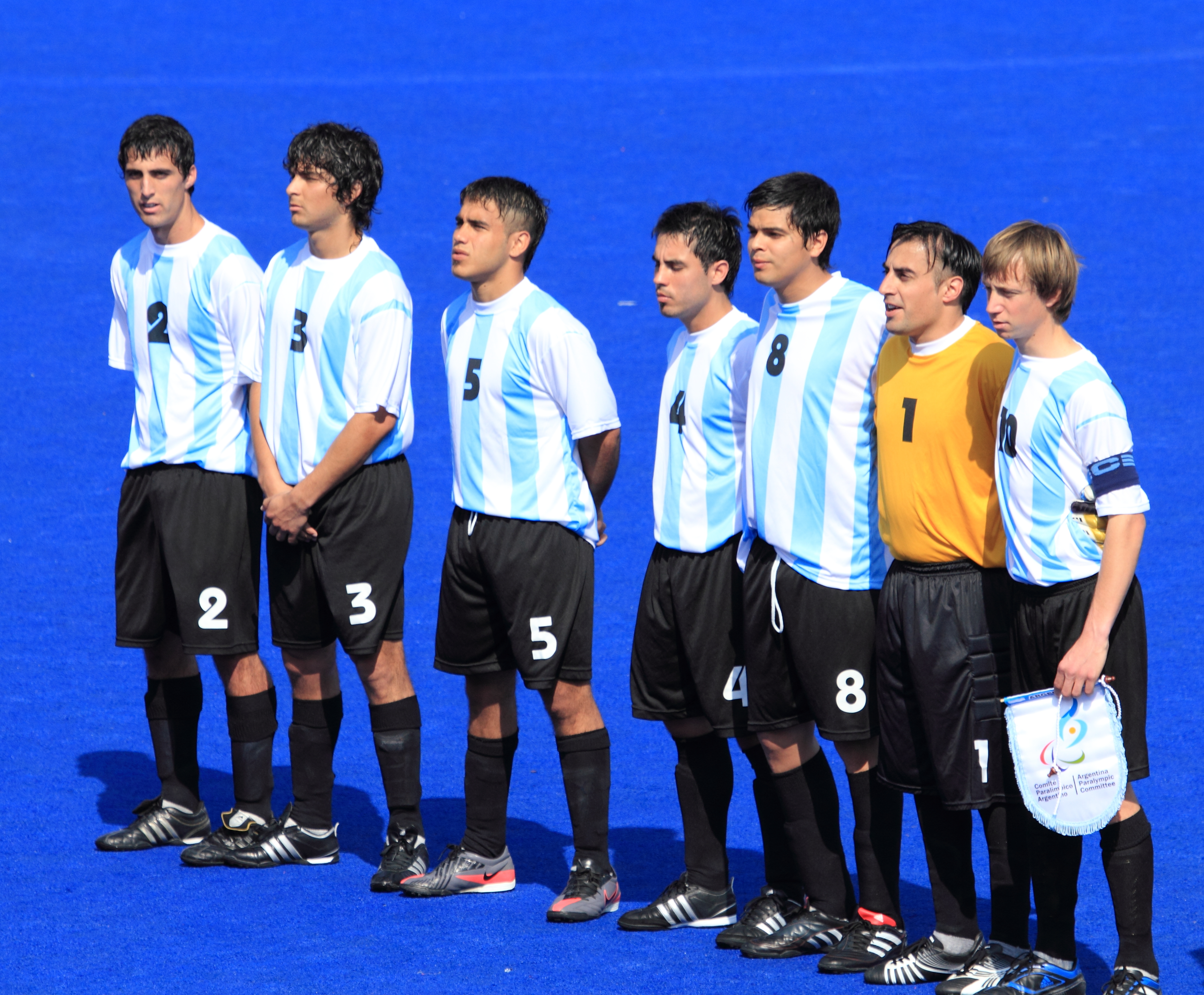
Selección Argentina de futbol 7 adaptado

La participación de Argentina en los Juegos Paralímpicos de Londres 2012 fue la 14.ª actuación paralímpica de los deportistas argentinos, en la también 14.ª edición de los Juegos Paralímpicos.
La delegación argentina se presentó en 15 deportes (atletismo, boccia, ciclismo en ruta, equitación, fútbol 5, fútbol 7, judo, halterofilia, remo, vela, tiro, natación, tenis de mesa, esgrima en silla de ruedas y tenis en silla de ruedas), con 60 deportistas, de las cuales sólo 10 fueron mujeres continuando la brecha de género que comenzó a presentarse en 1984. La delegación de varones fue la más amplia de todas las enviadas hasta entonces. Argentina compitió en 8 deportes (45 eventos) masculinos y 4 deportes (17 eventos) femeninos.
El equipo paralímpico obtuvo 5 medallas (1 de plata y 4 de bronce) y Argentina ocupó la 62.ª posición en el medallero general, sobre 164 países participantes. Las medallas fueron obtenidas por el judo (2), el atletismo (1), la natación (1) y el cicilismo de ruta (1). Argentina ocupó la 11.ª posición en el medallero de judo. Los varones obtuvieron 4 medallas y las mujeres 1 medalla. La delegación obtuvo también 23 diplomas paralímpicos.
El abanderado del país en la ceremonia inaugural de los juegos fue el nadador Guillermo Marro. En los desempeños individuales se destaca el judoca Jorge Lencina, único deportista argentino en haber competido en los Juegos Olímpicos (Atlanta 1996, Sídney 2000 y Atenas 2004) y Paralímpicos (Atenas 2004, Pekín 2008, Londres 2012 y Río 2016), obteniendo además dos medallas paralímpicas y un diploma olímpico.

### Río de Janeiro 2016

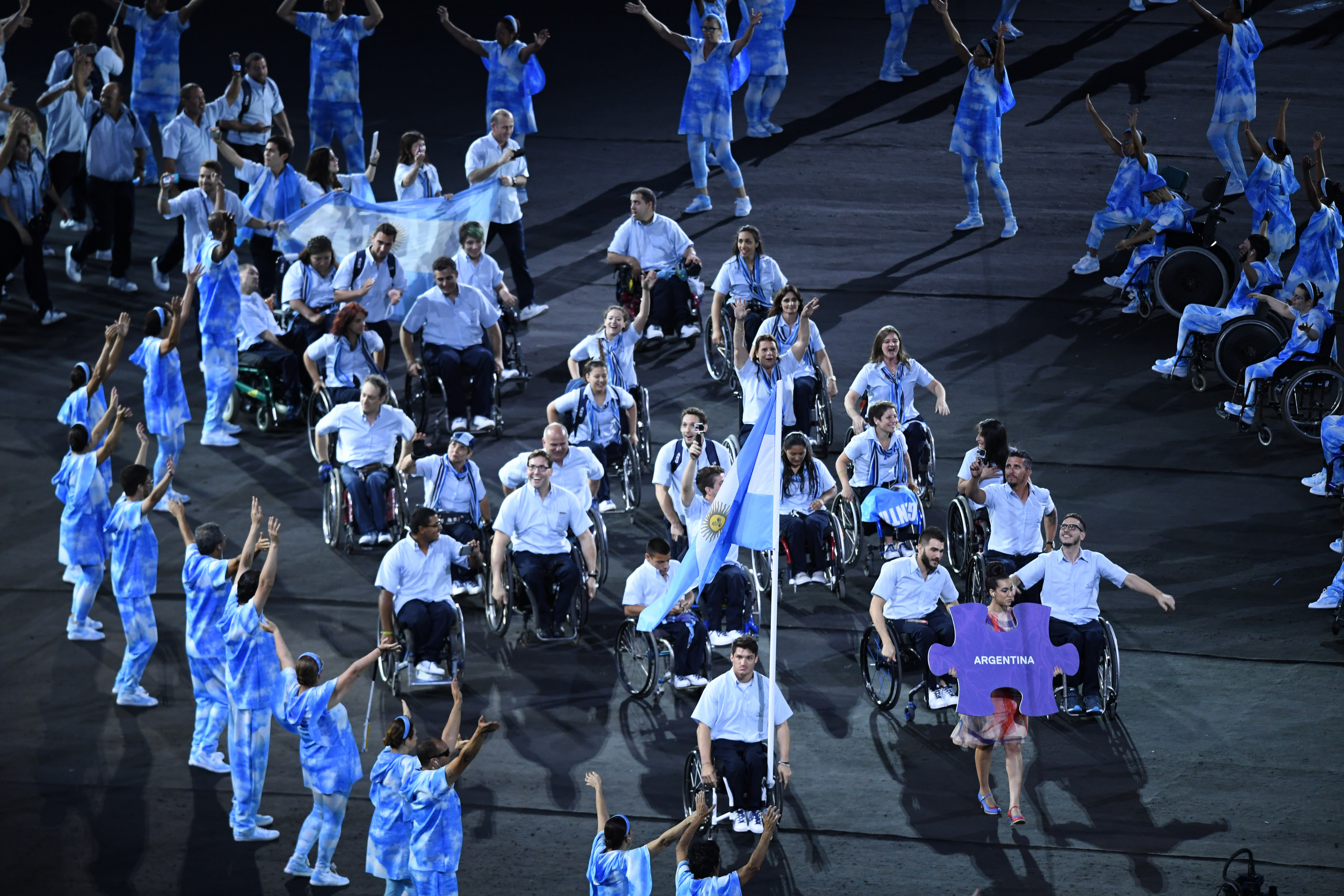
La delegación argentina desfila en la ceremonia inaugural, con el tenista Gustavo Fernández como abanderado

La participación de Argentina en los Juegos Paralímpicos de Río de Janeiro 2016, que se celebraron en esa ciudad de Brasil del  7 al 18 de septiembre de 2016, fue la 15.ª actuación paralímpica de los deportistas argentinos, en la también 15.ª edición de los Juegos Paralímpicos.
La delegación estuvo integrada por 82 deportistas, de los cuales 57 fueron hombres (70%) y 25 fueron mujeres (30%), que participaron en 15 deportes. Se trata de la delegación femenina más numerosa en la historia del deporte paralímpico argentino y la segunda delegación más numerosa detrás de la que viajó a Londres 2012, a la que concurrieron 142 deportistas. La delegación argentina fue organizada por el Comité Paralímpico Argentino (COPAR) y las federaciones deportivas nacionales de cada deporte con actuación en los mismos.
La delegación argentina obtuvo cinco medallas (1 de oro, una de plata y tres de bronce) y 35 diplomas paralímpicos. Yanina Martínez obtuvo la medalla de oro tras ganar la final en los 100 metros llanos femeninos de la categoría T36. Hernán Urra obtuvo la medalla de plata en lanzamiento de bala de la categoría F35. Hernán Barreto obtuvo dos medallas de bronce, una en 100 metros llanos masculinos y otra en 200 metros planos masculino de la categoría T35. El último día de competencias el seleccionado argentino masculino de fútbol para ciegos, Los Murciélagos, ganó la medalla de bronce. El país ocupó la posición 54.ª en el medallero, sobre 176 países.
Se trató del mejor desempeño del equipo argentino desde Atlanta 1996 y la segunda mejor desde Arnhem 1980.

### Tokio 2020
La participación de Argentina en los Juegos Paralímpicos de Tokio 2020, realizada en esa ciudad del Japón del 24 de agosto al 5 de septiembre de 2021, fue la 16.ª actuación paralímpica de los deportistas argentinos, en la también 16.ª edición de los Juegos Paralímpicos. Los Juegos debieron realizarse un año después de su fecha original debido a la pandemia de COVID-19. El responsable del equipo paralímpico fue el Comité Paralímpico Argentino, así como las federaciones deportivas nacionales de cada deporte con participación.
La delegación quedó integrada por 58 deportistas; 39 hombres (67,3%) y 19 mujeres (32,7%), con participación en 11 deportes. Para portar la bandera en la apertura fueron elegidos la atleta Yanina Martínez y el judoca Fabián Ramírez. Para portar la bandera en el cierre fue elegido el futbolista Maximiliano Espinillo.
Finalizada su actuación, Argentina obtuvo nueve medallas (cinco de plata y cuatro de bronce) y 34 diplomas (puestos 4º a 8º), en ocho de los once deportes en que se presentó. Obtuvieron medallas de plata en natación Fernando Carlomagno (natación, 100 metros espalda S7) y Matías de Andrade (100m espalda S6); en atletismo Brian Impellizzeri (salto en largo T37) y Hernán Urra (bala F35), este último con récord continental; y el fútbol 5. Obtuvieron medalla de bronce en atletismo, Antonella Ruiz Díaz (bala F41), Yanina Martínez	(200 metros T36) y Alexis Chávez (100 metros T36); y en taekwondo Juan Samorano (hasta 75 kilos).
El país ocupó la posición #63 en el medallero, ordenado por jerarquía de medalla, y la posición #35, ordenado por cantidad de medallas, sobre 166 países. Contando medallas y diplomas, se trató de uno de los mejores desempeños históricos del paralimpismo argentino.

## Juegos de Invierno

### Vancouver 2010
La participación de Argentina en los Juegos Paralímpicos de Vancouver 2010 fue la primera actuación paralímpica de los deportistas argentinos en los Juegos Paralímpicos de Invierno que se venían realizando de 1976. La delegación argentina presentó 2 deportistas (ambos varones) en esquí alpino paralímpico, que compitieron en el evento de slalom gigante sentado masculino. Juan Ignacio Maggi fue el abanderado y no llegó a clasificar a la final; Leonardo Martínez, por su parte clasificó a la ronda final, llegando en la posición 25.º.

### Sochi 2014
La participación de Argentina en los Juegos Paralímpicos de Sochi 2014 fue la segunda actuación paralímpica de los deportistas argentinos en los Juegos Paralímpicos de Invierno que se venían realizando de 1976. La delegación argentina presentó 3 deportistas (todos varones), que compitieron en dos deportes. El mejor resultado lo obtuvo Carlos Codina, que clasificó a la ronda final, llegando en la posición 9.º, a solo un lugar de obtener diploma.

### Pyeongchang 2018
En su tercera actuación invernal, Argentina participó con dos atletas en dos deportes, Enrique Plantey en esquí alpino y Carlos Codina en snowboard, quienes ya habían competido juntos en Sochi.
El mejor resultado fue de Carlos Codina, quien logró mejorar sus marcas de Sochi en snowboard cross, finalizando en el octavo puesto, lo que le valió el primer diploma paralímpico de la historia argentina en los Juegos de Invierno.